# Henri Marchand
Pour les articles homonymes, voir Henri Marchand (médecin).
Henri Marchand est un acteur français, né le 28 août 1898 à Mainvilliers (Eure-et-Loir) et mort le 22 mai 1959 à Paris 15e,.

## Biographie
Henri François Jean André Marchand est le fils d'un cheminot de la gare de Chartres et d'une mère au foyer ; il va à l'école communale de Mainvilliers, puis fréquente l'ancienne école, près de la cathédrale de Chartres.
Il est embauché comme télégraphiste aux PTT de Chartres. Il rejoint ensuite Paris pour entrer au conservatoire où il obtient un prix de comédie.
Il se marie en 1934, puis une seconde fois en 1959, quelques jours avant sa mort à l'hôpital Necker, afin de régulariser sa situation maritale. Il est inhumé au cimetière parisien de Pantin.

## Filmographie
- 1927 : Mathusalem ou l'éternel bourgeois de Jean Painlevé (court métrage)
- 1931 : À nous la liberté de René Clair : Émile
- 1932 : Amour... amour... de Robert Bibal : Paul Berton
- 1932 : L'Enfant du miracle de Maurice Diamant-Berger : Georges
- 1932 : Je vous aimerai toujours de Mario Camerini : Pierre Duchesne
- 1933 : Volga en flammes de Victor Tourjanski : Ivan
- 1934 : Le Billet de mille de Marc Didier : le régisseur
- 1934 : Le Bossu de René Sti : Passepoil
- 1934 : La Marche nuptiale de Mario Bonnard : César
- 1934 : Ces messieurs de la noce de Germain Fried (court métrage)
- 1934 : Crémaillère de Georges Root (court métrage)
- 1934 : L'École des resquilleurs de Germain Fried (court métrage)
- 1935 : La Fille de madame Angot de Jean Bernard-Derosne : Antonin
- 1935 : La Tendre Ennemie de Max Ophüls : l'extra
- 1935 : Bébé est un amour de M. Rugard (court métrage)
- 1936 : Monsieur Personne de Christian-Jaque : Germain
- 1936 : L'Enfant du Danube de Charles le Derle et André Alexandre : un matelot
- 1936 : Match nul de Maurice Gleize (moyen métrage)
- 1938 : Les Deux Combinards de Jacques Houssin : Cormoz
- 1939 : Les Musiciens du ciel de Georges Lacombe
- 1939 : Tempête de Dominique Bernard-Deschamps : le badeau bègue
- 1949 : La Souricière d'Henri Calef : un juré
- 1950 : Sous le ciel de Paris de Julien Duvivier : un journaliste
- 1950 : Trois Télégrammes d'Henri Decoin : Joseph, le concierge de l'école
- 1951 : Clara de Montargis d'Henri Decoin
- 1951 : Ils sont dans les vignes de Robert Vernay : le copain
- 1951 : La Plus Belle Fille du monde de Christian Stengel : le maire
- 1952 : L'amour n'est pas un péché de Claude Cariven
- 1952 : Les Belles de nuit de René Clair : l'abbé en 1789
- 1952 : Brelan d'as d'Henri Verneuil (dans le sketch Le Témoignage d'un enfant de chœur)
- 1952 : Opération Magali de Lazlo V. Kish
- 1953 : L'Amour d'une femme de Jean Grémillon
- 1953 : Jeunes Mariés, de Gilles Grangier : le curé (non crédité)
- 1956 : Les Aventures de Till l'Espiègle de Gérard Philipe et Joris Ivens : le prêtre
- 1957 : Le Tombeur de René Delacroix
- 1958 : Pourquoi viens-tu si tard ? d'Henri Decoin

## Théâtre
- 1945 : La Puce à l'oreille de Georges Feydeau, mise en scène Robert Ancelin, Théâtre de la Porte-Saint-Martin
- 1949 : Le Roi de Robert de Flers et Gaston Arman de Caillavet, mise en scène Jacques Charon, Comédie-Française
- 1950 : La Belle Aventure de Gaston Arman de Caillavet, Robert de Flers et Étienne Rey, mise en scène Jean Debucourt, Comédie-Française
- 1950 : Un conte d'hiver de William Shakespeare, mise en scène Julien Bertheau, Comédie-Française
- 1951 : Madame Sans-Gêne de Victorien Sardou, mise en scène Georges Chamarat, Comédie-Française
- 1952 : Lorenzaccio d’Alfred de Musset, mise en scène Gérard Philipe, TNP Festival d'Avignon